# Президент Конфедеративних Штатів Америки
Президент Конфедеративних Штатів Америки (англ. The President of the Confederate States of America) — глава держави й уряду Конфедеративних Штатів Америки — держави, сформованої 4 лютого 1861 року з південних штатів США, які заявили про своє відділення від Сполучених Штатів, що спричинило громадянську війну (1861–1865). Єдиним президентом КША був Джефферсон Девіс, який обіймав цей пост з 18 лютого 1861 по 10 травня 1865; його віце-президентом був Александер Стівенс. До виборів президента Тимчасовим Конгресом найвищу посаду в Конфедеративних Штатах займав спікер Конгресу Говел Кобб, хоч формально він не був президентом.

## Посада

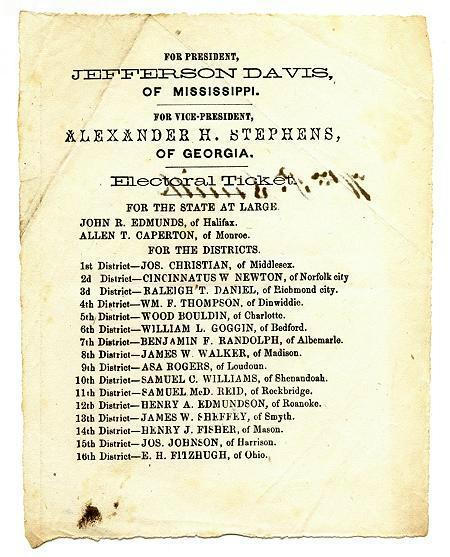
Виборчий бюлетень

Посада президента запроваджувалася Конституцією КША і майже повністю дублювала посаду президента США.
Президент обирався на шість років колегією виборників з кожного штату Конфедерації. Кожен штат мав стільки представників в колегії, скільки у Конгресі. Єдині президентські вибори відбулися 6 листопада 1861 року, вони були безальтернативними: єдиним кандидатом був Джефферсон Девіс, якого одноголосно підтримали всі 109 виборників, що були вибрані перед тим у штатах; таким чином вибори підтвердили лютневе рішення Тимчасового Конгресу.
Кандидат у президенти КША повинен був іти на вибори в парі з кандидатом у віцепрезиденти, причому вони не могли представляти один штат. Александр Стівенс, котрий також отримав 109 голосів, був єдиним віцепрезидентом КША.
Президентом могла стати особа віком не менше 35 років, яка народилася в будь-якому штаті Сполучених Штатів Америки, але прожила 14 років в межах кордонів Конфедеративних Штатів.
Резиденцією президента був Білий дім, розташований в Монтгомері; зараз у ньому розміщений Музей Конфедерації.

## Присяга

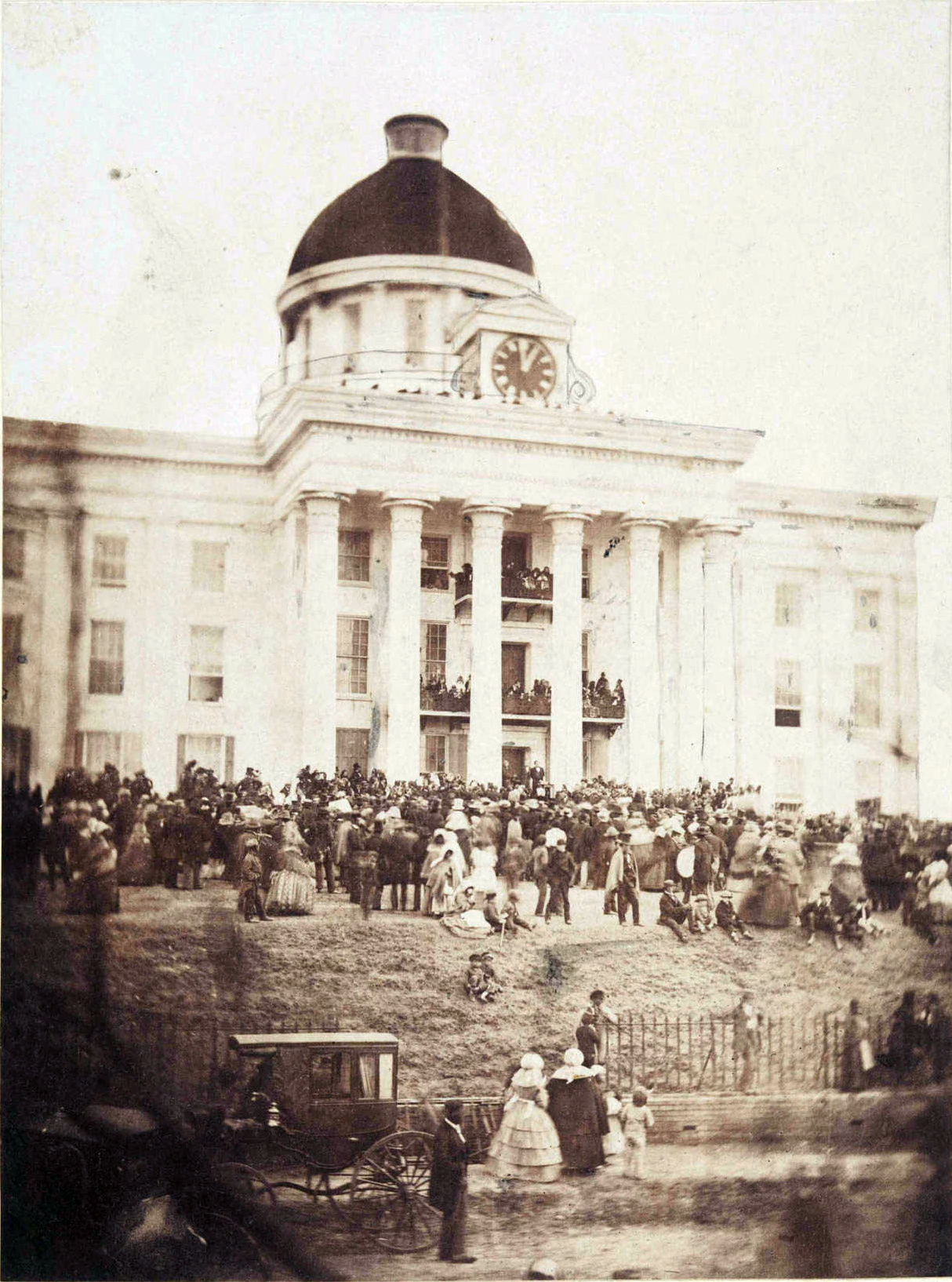
Інавгурація Джефферсона Девіса

Текст присяги президента КША, яку той зобов'язаний був скласти на інавгурації, був затверджений Конституцією і майже повністю повторював присягу президента США:

| Я урочисто клянуся (або обіцяю), що я буду добросовісно виконувати обов'язки посади Президента Конфедеративних Штатів, і в повну міру свої сил буду підтримувати, охороняти і захищати Конституцію Конфедерації. Оригінальний текст (англ.) I do solemnly swear (or affirm) that I will faithfully execute the office of President of the Confederate States, and will, to the best of my ability, preserve, protect, and defend the Constitution thereof. |
Як і майже кожен президент США, після складання присяги Джефферсон Девіс додав традиційні (але необов'язкові) слова «Хай допоможе мені Бог» (англ. So help me God). Його інавгурація відбулася 18 лютого 1861 року в Монтгомері — столиці Алабами і першій столиці Конфедеративних Штатів; Девіс присягнув на Алабамській Біблії.

## Повноваження
Президент Конфедерації отримав повноваження, майже аналогічні повноваженням президента США. У президента КША не було прямої законодавчої ініціативи, однак він отримав право призначати за схваленням Сенату членів Верховного суду, послів, членів Кабінету та інших посадовців виконавчої гілки влади. Також він був Верховним головнокомандувачем армії; мав право вето на закони, прийняті Конгресом.
Президент міг бути підданий процедурі імпічменту Конгресом за «зраду, хабарництво та інші тяжкі злочини й проступки».

## Відмінності
Існували й незначні відмінності між повноваженнями президентів КША і США:
- Президент Конфедерації обирався на шестирічний термін без права переобрання, в той час як президент Сполучених Штатів обирався на чотири роки і не мав обмеження щодо кількості термінів (хоча традиційно вони обмежувалися двома; утім, конституційно це було закріплено лише двадцять другою поправкою в 1951 році).
- Президент КША мав право накладати вето на окремі частини закону, не відхиляючи його цілком.

## Список президентів
| No. | Президент | Президент                    | Вступив на посаду | Покинув посаду | Віце-президент     | Віце-президент |
| --- | --------- | ---------------------------- | ----------------- | -------------- | ------------------ | -------------- |
| 1   |           | Джефферсон Девіс (1808–1889) | 18 лютого 1861    | 10 травня 1865 | Александер Стівенс |                |